# هزار پا (ترانه ربی جکسون)
«هزار پا» (انگلیسی: Centipede) اولین تک‌آهنگ خوانندۀ آمریکایی ربی جکسون و نام آهنگ از اولین آلبوم او هزار پا است.